# Каталог на Месие
Каталогът на Месие е каталог на астрономически обекти от дълбокия Космос.
Съставен е и е публикуван от френския астроном Шарл Месие през XVIII век, но и до днес е широко използван от любителите-астрономи при определяне на наблюдаваните от тях обекти. Обектите са били наблюдавани и описвани от Месие и от неговия приятел и помощник Пиер Мешен.
Първоначалната мотивация на Месие е да категоризира ярките обекти на нощното небе, които често биват бъркани с комети. Така в каталога попадат различни астрономически обекти, измежду които спирални и елиптични галактики, мъглявини, планетарни мъглявини, разсеяни и кълбовидни звездни купове. Тъй като Месие живее и извършва астрономическите си наблюдения във Франция, каталогът съдържа единствено обекти, разположени между северния небесен полюс и небесна ширина около –35°. Много от впечатляващите обекти, видими на небосклона на южното полукълбо, като Големия и Малкия Магеланови облаци, не присъстват в каталога.
Наблюденията си Месие прави с бинокли или малки телескопи, което при съвременното ниво на астрономическата техника прави обектите лесно достъпни за наблюдение и от днешните любители-астрономи. В безоблачните нощи през ранната пролет всички обекти могат да бъдат наблюдавани накуп, поради което понякога се организират маратони на Месие.
Почти всички от обектите в каталога са и сред най-близките до Земята представители на своите класове, поради което са и много добре изследвани от професионалните астрономи. За разлика от съставения впоследствие Нов общ каталог на астрономическите обекти, Каталогът на Месие не е научно организиран по тип на обектите или по разположението им върху небосклона.
Първата версия на Каталога на Месие съдържа 45 обекта и е публикувана през 1774 г. в списанието на Френската академия на науките, Париж. Впоследствие каталогът бива периодически допълван, като до последното му издание през 1781 г. вече наброявал 103 обекта. По различни поводи между 1921 и 1966 астрономите преоткриват още 7 обекта от дълбокия Космос, които са били наблюдавани от Месие или Мешен малко след като окончателната версия била издадена. Тези обекти, от M104 до M110, впоследствие са приети от много астрономи като „официални“ обекти на Месие. Означенията M1 до M110 продължават и до днес да се използват и от професионалните астрономи, и от любителите.